# Battlefield Band
Battlefield Band  es un grupo escocés de música folk y celta, fundado en Glasgow en 1969 y todavía en activo.

Han publicado más de treinta discos en los que a menudo han combinado la canción tradicional escocesa y el sonido de las gaitas con otros instrumentos como los sintetizadores o las guitarras eléctricas, y estilos como el rock o el pop.

## Historia
La banda se formó en 1969 en el suburbio glasguano de Battlefield, integrada inicialmente por cinco estudiantes de la Universidad de Strathclyde: Brian McNeill, Jim Thomson, Alan Reid, Eddie Morgan y Sandra Lang, quien abandonó el grupo al poco tiempo. Grabaron su primer disco en 1976, Farewell to Nova Scotia, al que siguieron los álbumes Battlefield Band, en 1977, y Wae's me for Prince Charlie  y At the Front , en 1978. 
En 1979 se incorporaron al grupo Jen Clark y Duncan McGillivray en sustitución de Jim Thomson y Eddie Morgan. Publicaron ese año su disco Stand Easy, que sería reeditado en 1994 en un doble CD junto con el álbum Preview, grabado originalmente en 1980 y distribuido solamente entre medios de prensa y críticos para dar a conocer a los nuevos componentes de la banda.
Durante las décadas de 1980 y 1990 publicaron numerosos discos con una periodicidad casi anual. En el año 2010 abandonó el grupo Alan Reid, el último de sus miembros fundadores, para formar un dúo con el cantante y guitarrista Rob van Sante, quien fue ingeniero de sonido de Battlefield Band durante más de trece años.
En el año 2003 recibió el premio a la mejor actuación en directo en los Scots Trad Music Awards. En 2011 recibió el premio Scottish Folk Band of the Year.

## Componentes
A lo largo de sus casi cincuenta años la banda ha pasado por muchos cambios en su formación, de modo que ninguno de sus miembros fundadores continúa en la actualidad en la banda.

### Miembros actuales
1. Sean O'Donnell, desde 2005 en sustitución de Pat Kilbride. Voz y guitarra.
2. Alasdair White, desde 2002. Violín, flauta irlandesa, banyo, buzuki, gaita, bodhrán, cistro y mandolina.
3. Mike Katz, desde 1998. Gaita, flauta, bajo eléctrico, guitarra y buzuki.

### Anitguos miembros
1. Alan Reid, desde 1969 hasta 2010. Miembro fundador. Teclados, guitarra, canto, acordeón, melódica y órgano Hammond.
2. Brian McNeill, entre 1969 y 1990. Miembro fundador. Violín y composición.
3. Jim Thomson, entre 1969 y 1973. Miembro fundador. Guitarra, mandolina, bajo tenor, armónica, flauta irlandesa y voz.
4. Eddie Morgan, de 1969 a 1973. Miembro fundador. Guitarra.
5. Ricky Starrs, de 1973 a 1976. Guitarra, mandolina, flauta.
6. Jamie McMenemy, entre 1977 y 1978. Voz, mandolina, banjo, violín y flauta irlandesa. McMenemy fue fundador del grupo Kornog y es todavía un músico en activo.
7. John Gahagan, 1977 y 1978. Violín y flauta.
8. Pat Kilbride, en 1978 y entre 2002 y 2005. Voz, guitarra, cistro y, buzuki.
9. Jen Clark, 1979. Voz, guitarra, cistro y dulcimer.
10. Duncan MacGillivray, entre 1979 y 1983. Gaita.
11. Sylvia Barnes, 1980. Voz, dulcimer, guitarra y bodhrán.
12. Jim Barnes, 1980. Cistro, guitarra y voz. Falleció en 2004.
13. Ged Foley, entre 1980 y 1983. Guitarra, voz y gaita.
14. Dougie Pincock, entre 1984 y 1990. Gaita.
15. Alistair Russell, de 1984 a 1997. Guitarra y voz.
16. John McCusker, entre 1990 y 2001, en sustitución de Brian McNeill. Violín, flauta, acordeón y cistro.
17. Iain MacDonald, de 1991 a 1997. Gaita.
18. Davy Steele, de 1998 a 2000. Voz,guitarra, bouzouki, bodhrán y composición. Falleció en 2001.
19. Karine Polwart, en 2001 y 2002. Voz y guitarra.
20. Ewen Henderson de 2011 a 2014. Violín, gaita, flauta, piano y voz.

## Discografía

### Álbumes de estudio
- Farewell to Nova Scotia.  Escalibur Records. 1976.
- Battlefield Band.  Topic Records. 1977.
- Wae's me for Prince Charlie.  Escalibur Records. 1978.
- At the Front.  Topic Records. 1978.
- Stand Easy.  Topic Records. 1979.
- Home Is Where the Van Is.  Temple Records. 1980.
- There's a Buzz.  Temple Records. 1982.
- Anthem for the Common Man.  Temple Records. 1984.
- On the Rise.  Temple Records. 1986.
- Celtic Hotel.  FMS Records. 1987.
- New Spring.  Temple Records. 1991.
- Quiet Days.  Temple Records. 1992.
- Threads.  Temple Records. 1995.
- Rain, Hail or Shine.  Temple Records. 1998.
- Leaving Friday Harbor.  Temple Records. 1999.
- Happy Daze.  Temple Records. 2001.
- Time and Tide.  Temple Records. 2002.
- The Best of Battlefield Band/Temple Records: A 25 Year Legacy.  Temple Records. 2003.
- Out for the Night.  Temple Records. 2004.
- The Road of Tears.  Temple Records. 2006.
- Dookin'.  Temple Records. 2007.
- Zama Zama... Try Your Luck.  Temple Records. 2009.
- Line-up.  Temple Records. 2011.
- Room Enough For All.  Temple Records. 2013.

### Álbumes en directo
- Home Ground – Live From Scotland.  1989.
- Across the Borders. 1997.
- Live Celtic Folk Music. 1998.